# Jorginho (cầu thủ bóng đá, sinh 1988)
Jorge Vinícius Oliveira Alves, hay Jorginho (sinh ngày 3 tháng 5 năm 1988) là một cầu thủ bóng đá người Brasil thi đấu cho Farense. Anh cũng mang quốc tịch Bồ Đào Nha.

## Sự nghiệp câu lạc bộ
Anh ra mắt chuyên nghiệp tại Giải bóng đá hạng nhất quốc gia Bồ Đào Nha cho Mafra vào ngày 7 tháng 2 năm 2016 trong trận đấu trước Farense.